# Dendronephthya densa
Dendronephthya densa är en korallart som beskrevs av Kükenthal 1906. Dendronephthya densa ingår i släktet Dendronephthya och familjen Nephtheidae. Inga underarter finns listade i Catalogue of Life.